# آدامز (نیویورک)
آدامز (به انگلیسی: Adams) یک منطقهٔ مسکونی در ایالات متحده آمریکا است که در شهرستان جفرسون، نیویورک واقع شده‌است. آدامز ۱۰۹٫۷۷ کیلومتر مربع مساحت و ۵٬۱۴۳ نفر جمعیت دارد و ۱۸۸٫۶۷ متر بالاتر از سطح دریا واقع شده‌است.